# Jaraczewo (gemeente)
De gemeente Jaraczewo is een landgemeente in het Poolse woiwodschap Groot-Polen, in powiat Jarociński.
De zetel van de gemeente is in Jaraczewo.
Op 30 juni 2004 telde de gemeente 8257 inwoners.

## Oppervlakte gegevens
In 2002 bedroeg de totale oppervlakte van gemeente Jaraczewo 132,89 km², waarvan:
- agrarisch gebied: 76%
- bossen: 17%

De gemeente beslaat 22,61% van de totale oppervlakte van de powiat.

## Demografie
Stand op 30 juni 2004:
| Omschrijving                   | Totaal | Totaal | Vrouwen | Vrouwen | Mannen | Mannen |
| ------------------------------ | ------ | ------ | ------- | ------- | ------ | ------ |
| eenheid                        | aantal | %      | aantal  | %       | aantal | %      |
| inwoners                       | 8257   | 100    | 4215    | 51      | 4042   | 49     |
| bevolkingsdichtheid (inw./km²) | 62,1   | 62,1   | 31,7    | 31,7    | 30,4   | 30,4   |

In 2002 bedroeg het gemiddelde inkomen per inwoner 1345,67 zł.

## Administratieve plaatsen (sołectwo)
Bielejewo, Brzostów, Nowa Cerekwica, Stara Cerekwica, Gola (sołectwa: Gola 1 en Gola 2), Góra, Jaraczewo, Łobez, Łobzowiec, Łowęcice, Łukaszewo, Niedźwiady, Nosków, Panienka, Parzęczew, Poręba, Rusko, Strzyżewko, Suchorzewko, Wojciechowo, Zalesie.

## Aangrenzende gemeenten
Borek Wielkopolski, Dolsk, Jarocin, Koźmin Wielkopolski, Książ Wielkopolski, Nowe Miasto nad Wartą